# Bossieu
 Bossieu  es una población y comuna francesa, en la región de Ródano-Alpes, departamento de Isère, en el distrito de Vienne y cantón de La Côte-Saint-André. Sus habitantes son los Bossiérots.

## Demografía
| 248 | 212 | 209 | 212 | 241 | 277 |
| Para los censos de 1962 a 1999 la población legal corresponde a la población sin duplicidades (Fuente: INSEE [Consultar]) |     |     |     |     |     |